# Titanate de plomb
Le titanate de plomb est un oxyde de plomb et de titane de formule chimique PbTiO3. 

## Présentation
Il cristallise dans une structure pérovskite. Il présente dans les conditions ambiantes de température et de pression des propriétés de piézoélectricité et de ferroélectricité. C'est un des composés modèles pour l'étude et la compréhension de ces propriétés, aussi a-t-il été l'objet de nombreuses études depuis la mise au point de sa synthèse dans les années 50. D'un point de vue pratique, il est parfois utilisé comme matériau fonctionnel pour ces mêmes propriétés, sous forme de céramique ou de couche mince, même si les PZT présentent des caractéristiques plus intéressantes.
Le titanate de plomb existe à l'état naturel, sous la forme du minéral macédonite.